# Abdul Majid
Abdul Majid (paschtunisch عبد مجید Abd Madschid; * 14. Juli 1914) war ein afghanischer Diplomat und Politiker.

## Leben
Abdul Majid war ein Sohn von Abdul Majid Zabuli und studierte an der Universität Kabul sowie an der University of California. Von 1940 bis 1946 war er Direktor des Institutes für Bakteriologie und Hygiene in Kabul. 1946 war er Dekan der Universität Kabul. Er leitete die afghanische Delegation bei der Asian Relations Conferenz am 15. August 1947 in Neu-Delhi. Von 14. Oktober 1950 bis 1963 war er Bildungsminister. Von 1963 bis 25. Oktober 1965 war er Botschafter in Washington, D.C. Von 25. Oktober 1965 bis 12. Februar 1967 war er Gesundheitsminister. Von 12. Februar 1967 bis 1972 war er Ambassador to the Court of St James’s. Von 5. August 1973 bis 13. März 1977 war er Justizminister. Von 13. März 1977 bis 7. November 1977 war er Minister ohne Portfolio. Am 7. November 1977 ernannte ihn Mohammed Daoud Khan zum Mitglied im Staatsrat.

## Veröffentlichung
- The Chemical and Immunological Activities of Certain Antigenic Components of Typhoid Bacillus. University of California, 1940, 226 S.